# Michaela Abrhámová
Michaela Abrhámová (ur. 31 sierpnia 1993 w Bratysławie) – słowacka siatkarka, grająca na pozycji środkowej. Od sezonu 2019/2020 występuje we francuskiej drużynie Voléro Le Cannet.

## Sukcesy klubowe
MEVZA:
- 2011, 2014

Puchar Słowacji:
- 2011, 2012, 2014

Mistrzostwo Słowacji:
- 2012, 2014
- 2011, 2013

Puchar Francji:
- 2015, 2019[2]

Mistrzostwo Francji:
- 2016
- 2015

Superpuchar Francji:
- 2016, 2017

## Sukcesy reprezentacyjne
Liga Europejska:
- 2016